# ピョ・ウンジ
ピョ・ウンジ（1989年8月11日 - 、朝: 표은지、英: Eunji Pyo）は、韓国出身の女性モデル、女優、YouTuberである。

## 略歴・人物
アメリカの大学を卒業後、韓国の投資会社に就職。2016年に退社してモデルとして活動を開始した。2022年から日本での活動を本格化しており、2022年6月19日に「初来日記念イベント」を秋葉原ラジオ会館で実施した。
2025年2月6日、FRIDAY創刊40th記念企画「グラデミー賞」にてグローバル賞を受賞した。
日本語は勉強中であるが、英語は堪能。好きな日本のYouTuberはHIKAKIN。

## 作品

### イメージDVD
- 初恋のドキドキ（2023年2月24日、竹書房）[5]

### 写真集
- 輪舞曲（2023年8月10日、KADOKAWA、撮影：HIROKAZU）ISBN 978-4048976268[6]

### フォトエッセイ
- もっと前へ、そして「その先」へ―― ピョ・ウンジはなぜグラビア不毛の地・韓国でグラビアモデルを始めたのか（2024年12月18日、双葉社、撮影：前康輔）ISBN 978-4575319415[7]

### デジタル写真集
- Omotenashi 〜Pyo Eunji in Japan〜（2022年8月22日、集英社［週プレ PHOTO BOOK］、撮影：藤本和典）[8]
- 東京生活 ―Dokyo Saenghwal―（2022年9月22日、双葉社［EX大衆デジタル写真集］、撮影：鈴木ゴータ）[9]
- イチャイチャ女子会（2023年4月24日、集英社［週プレ PHOTO BOOK］、撮影：まくらあさみ）共演：くりえみ[10]
- 輪舞曲 オールアザー版（2023年11月30日、KADOKAWA、撮影：HIROKAZU）[11]
- 週刊GIRLS-PEDIA 046（2023年12月1日、KADOKAWA）[12]
- 着せ替えおねぇさん（2024年2月23日、扶桑社［SPA!デジタル写真集］、撮影：高橋慶佑）[13]
- Juicy（2024年8月16日、講談社［FRIDAYデジタル写真集］、撮影：菊地泰久）[14]
- DIGVIIアザーカット写真集（2024年10月25日、主婦と生活社［DIGVII DIGITAL PHOTOBOOK］）[15]
- ピョ・ウンジ × 最上もが DIGVIIアザーカット写真集（2024年10月25日、主婦と生活社［DIGVII DIGITAL PHOTOBOOK］）共演：最上もが[16]
- 大胆なアマリリス（2024年12月6日、ワニブックス［ワニブックスデジタル写真集］、撮影：佐藤裕之）[17]
- もっと前へ、そして「その先」へ――　Another Edition（2024年12月18日、双葉社、撮影：前康輔）[18]

## 出演

### ウェブ番組
- Banana actual Season2